# Смит, Уильям Генри
Адмирал Уильям Генри Смит (англ. William Henry Smyth, 1788—1865) — английский морской офицер, гидрограф, астроном и нумизмат.

## Биография
Уильям Смит родился в Вестминстере в Лондоне. Он был единственным сыном Джозефа Смита и Джорджины Кэролайн Питт Пилкингтон, внучки англо-ирландской поэтессы Летиции Пилкингтон (жены Мэтью Пилкингтона, друга Джонатана Свифта). Отец Уильяма был британским колонистом в Америке, жил в Нью-Джерси, но после американской революции как лоялист вернулся в Англию, где умер вскоре после рождения сына. Сводным братом Уильяма был известный художник и путешественник Август Эрл.
В возрасте 14 лет Уильям сбежал из дома и поступил на службу в торговый флот. В 1804 году он служил на корабле Ост-Индской компании Marquis Cornwallis, который правительство Великобритании зафрахтовало для экспедиции на Сейшельские острова. В марте следующего года Cornwallis был куплен британским военно-морским флотом и оснащён 50 пушками. Командиром корабля был назначен капитан Чарльз Джонстон, под началом которого Смит прослужил на военном флоте много лет. В феврале 1808 года Смит вместе с Джонстоном были переведёны на линкор Powerful, который, по возвращении в Англию, был направлен в Голландскую экспедицию 1809 года. Впоследствии Смит служил на 74-пушечном линкоре Milford, затем командовал испанской канонерской лодкой Mors aut Gloria и в течение нескольких месяцев участвовал в осаде Кадиса (сентябрь 1810 — апрель 1811 годов). С июля 1811 года Смит служил на корабле Родни, а с 1812 года — на побережье Испании.
25 марта 1813 года Смит был повышен в звании до лейтенанта флота и назначен на службу в Сицилийскую флотилию, где он проявил себя как гидрограф и знаток древностей. За заслуги в защите Сицилии Смит был в 1816 году награждён орденом Святого Фердинанда и грамотой короля Обеих Сицилий Фердинанда I.
18 сентября 1815 года Смит был произведён в командоры, но не получил назначения командовать кораблём; некоторое время он продолжал гидрографические исследования на бриге Scyllaу берегов Сицилии, прилегающих к ним берегов Италии, а также у берега Африки. Карты и зарисовки Смита получили высокую оценку Адмиралтейства за красоту и качество исполнения.
После Сицилии Смит вёл гидрографические работы в Адриатическом море, в сотрудничестве с властями Австро-Венгрии и Неаполитанского королевства изготовил меркаторские карты и Carta di Cabottaggio del Mare Adriatico («Каботажная карта Адриатического моря»), опубликованные в 1822-24 годах.
В это время (1815—1817) сводный брат Смита Август Эрл, которому в 1815 году исполнилось 22 года, посетил Сицилию, Мальту, Гибралтар и Северную Африку. Смит добился у главнокомандующего английским Средиземноморским флотом адмирала Пеллью разрешения провезти Августа через Средиземное море на борту Scylla.
В 1817 году Смит был переведён капитаном на 10-пушечный транспорт HMS Aid (1809) (переименованный в 1821 году в Adventure). Этот транспорт, реконструированный под гидрографическое судно, впоследствии сопровождал шлюп «Бигль» в его первой экспедиции в 1826-30 годы. Во второй экспедиции «Бигля» (1831-36), в которой принимал участие Чарлз Дарвин, также принимал участие сводный брат Смита Август Эрл в качестве корабельного художника.

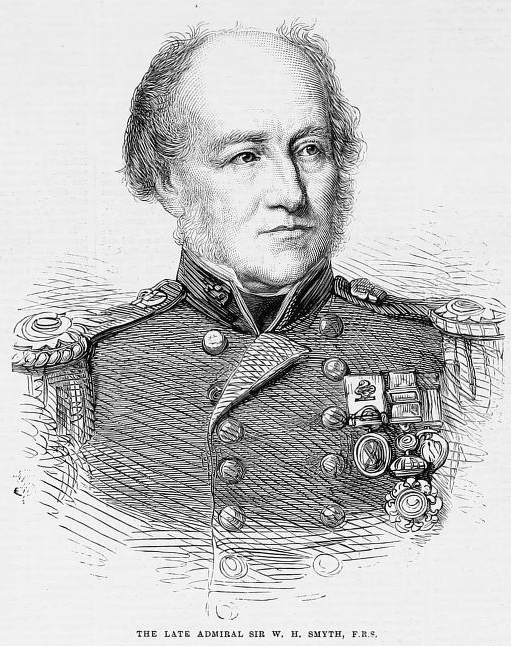

На корабле Aid Смит осуществлял гидрографическую съёмку побережья Италии, Сицилии, Греции и Африки, подготовив большое количество морских карт, которые использовались британским ВМФ до середины XX века, за что удостоился прозвища «средиземноморский Смит».
В 1817 году в Палермо Смит познакомился с итальянским астрономом Джузеппе Пьяцци и посетил его обсерваторию. Это знакомство положило начало интересу Смита к астрономии, а Джузеппе Пьяцци стал крёстным отцом первому сыну Смита, которому Уильям в честь астронома дал вторую фамилию — Пьяцци.
7 февраля 1824 года, Смит был повышен в звании до пост-капитана, а в ноябре 1825 года, в возрасте 37 лет был снят с должности капитана Adventure. Это был конец службы Смита на море, после чего он сосредоточился на литературной и научной деятельности.
В 1846 году Смит был отправлен в отставку из ВМС с половинным жалованием (18 шиллингов в день). Уже находясь в отставке, 28 мая 1853 года он был произведён в контр-адмиралы («без увеличения заработной платы»), 17 мая 1858 года — в вице-адмиралы (с исчислением выслуги с 13 февраля), и 14 ноября 1863 года — в адмиралы.
С 1845 по 1847 годы Смит был президентом Королевского астрономического общества, в 1849—1850 — президентом Королевского географического общества; кроме того, он был вице-президентом и секретарем по международным связям Лондонского Королевского общества, вице-президентом и директором Общества антикваров, а также почётным членом или членом-корреспондентом по меньшей мере трёх четвертей литературных и научных обществ Европы.
В 1854 году Смит был награждён золотой медалью Королевского географического общества за гидрографические работы в Средиземном море.
В начале сентября 1865 года Смит перенёс сердечный приступ в своем доме недалеко от Эйлсбери. После некоторого улучшения самочувствия 8 сентября он показывал в телескоп планету Юпитер своему внуку, Артуру Флауэру. Затем наступило резкое ухудшение самочувствия, и утром 9 сентября 1865 года Уильм Смит скончался в возрасте 78 лет. Он был похоронен на кладбище в деревне Стоун близ Эйлсбери.
В честь Смита названы море на Луне и мыс Смита в архипелаге Баллени у побережья Антарктиды.

## Личная жизнь
Уильям Смит женился на Элизе-Энн Уорингтон, дочери британского консула в Неаполитанском королевстве, их свадьба состоялась в Мессине 7 октября 1815 года. В браке у них было одиннадцать детей — трое сыновей и восемь дочерей. Сыновья — астроном Чарлз Пьяцци Смит, геолог Уорингтон Смит и генерал Генри Огастес Смит. Из восьми дочерей Смита двое умерли в детстве, двое умерли в возрасте 20 лет, одна — в 25 лет. Остальные три дочери:
- Генриетта Грейс, которая вышла замуж за профессора математики Осфордского университета Баден-Пауэлла[англ.] и была матерью девятерых детей, в том числе основателя скаутского движения Роберта Баден-Пауэлла;
- Джорджиана Розетта вышла замуж за медика, зоолога и антрополога Уильяма Генри Флауэра, в браке у них было семеро детей;
- Эллен Филадельфия вышла замуж за капитана Генри Тойнби и переселилась в Австралию в 1855 году; умерла бездетной в 1881 году в возрасте 52 лет после продолжительной болезни.